# Д’Андреа, Мора
Мора д'Андреа (англ. Maura d'Andrea Marshall; род. 4 марта 1968 года в гор. Саратога-Спрингс, штат Нью-Йорк) — американская конькобежка специализирующаяся в конькобежном спорте и шорт-треке. Участвовала на Олимпийских играх 1992,  1998 годах, бронзовая призёр чемпионата мира по шорт-треку.

## Спортивная карьера
Мора д'Андреа начала кататься на коньках в раннем возрасте, когда в газете появилось объявление о бесплатных уроках конькобежного спорта и ей предложили заработать значок для девочек-скаутов. Мэри Эллен Д'Андреа, мать Моры, возглавила свой отряд и организовала уроки катания на коньках для всей группы. Зимний клуб Саратоги пригласил Д'Андреа на настоящую тренировку по конькобежному спорту, и она влюбилась в этот вид спорта. Тренировалась вначале под руководством Патрика Максвелла.
За очень короткое время она смогла выиграть множество местных соревнований и являлась одной из немногих спортсменок, выигравших национальные чемпионаты в каждой возрастной группе, начиная с начальной школы (10-11 лет) и заканчивая выпускным классом”. В 14 лет, в 1983 году Д'Андреа возглавила национальную команду среди взрослых, в которую вошла пятикратная олимпийская чемпионка Бонни Блэр. На японском чемпионате мира в Токио она завоевала бронзовую медаль в составе эстафеты. 
В 1985 году на чемпионате мира по конькобежному спорту по многоборью в Сараево заняла 30-е место, а с 1986 года принимала участие на чемпионатах мира по спринтерскому многоборью, участвуя также в 1990 и с 1996 по 1999 года и на чемпионатах мира на одиночных дистанциях в 1996-98 годах.
Она каталась на этапах Кубка мира с 1986 года, а в 1987 году на Олимпийском фестивале в Северной Каролине Мора выиграла в беге на 1500 м, заняла 2-е место на 1000 м и выиграла золото в эстафете. В 1990 году на чемпионате мира по многоборью в Калгари поднялась на 15-е место в общем зачёте. Через год в феврале на чемпионате мира по многоборью в Хамаре оказалась на 20-м месте в личном многоборье. В феврале 1992 года на Олимпийских играх в Альбервилле она участвовала в конькобежном спорте в беге на 1000 м и заняла 32-е место.
С 1994 по 1997 год Мора участвовала 4 раза подряд на чемпионатах мира по многоборью соответственно заняв 13-е, дважды 12-е и 18-е места в личном многоборье. Весной 1996 года Д'Андреа тренировалась на велопробеге в Милуоки. Во время поездки тогдашнюю двукратную олимпийку сбила машина, сломав ей таз в трех местах и разорвав мышцу трицепс. После успешного завершения реабилитации ей сообщили, что она вряд ли сможет снова выступать. 
Несмотря на все проблемы, Д'Андреа попала в олимпийскую сборную по конькобежному спорту и выступила в феврале 1998 года на Олимпийских играх в Нагано. На играх она заняла 9-е место в забеге на 1000 метров с лучшим результатом в олимпийских соревнованиях. Она также финишировала 14-й в забеге на 1500 метров и 19-й в забеге на 500 метров.
Мора д'Андреа переехала в Канаду, где смогла поступить в Национальный институт коучинга в Калгари, и получила диплом о высшем тренерском образовании в области высокоэффективного коучинга в конькобежном спорте. Она начала тренерскую карьеру и была программным директором, тренером среди женщин в Канаде по конькобежному спорту, и в олимпийской сборной Канады 2002 года. 

## Награды
- лауреат премии "Петро Канада за тренерское мастерство"
- 16 мая 2015 года - включена в Национальный зал славы конькобежного спорта Миннеаполиса.